# Discografia de Slipknot
Esta é uma lista compreensiva dos lançamentos de Slipknot, uma banda de metal norte-americana com oito membros. A banda já lançou seis álbuns de estúdio, dois álbuns ao vivo, uma compilação, vinte e cinco singles e cinco DVDs, a maioria distribuídos pela Roadrunner Records. Os vídeos musicais e aparências em bandas sonoras também estão incluídos. Ao todo, os Slipknot já venderam mais de 20 milhões de cópias em todo o mundo.
Os Slipknot foram formados em 1995 em Des Moines, Iowa. A banda é melhor conhecida pela sua numerosa formação, que consiste em oito integrantes, bem como por usar máscaras em seus clipes e durante as performances ao vivo. O seu álbum de estreia, Slipknot, foi lançado em 1999, e desde então o alinhamento da banda não teve qualquer mudança, até a morte do baixista Paul Gray em 2010. O seu segundo álbum, Iowa, foi lançado em 2001, entrando diretamente para o 3º lugar na Billboard 200. Os Slipknot regressaram em 2004 para o lançamento de Vol. 3: (The Subliminal Verses), que  estreou em 2º lugar na Billboard 200. O primeiro álbum ao vivo do grupo, 9.0: Live, foi lançado em 2005. Todos os álbuns de estúdio e DVDs receberam certificação de platina pela RIAA. A maior certificação é quádrupla platina, atribuída ao segundo DVD da banda, Disasterpieces.

## Álbuns

### Álbuns de estúdio
| Ano  | Detalhes | Posições | Posições | Posições | Posições | Posições | Posições | Posições | Posições | Posições | Posições | Posições | Posições | Posições | Certificações | Certificações |
| Ano  | Detalhes | EUA      | RU       | AUS      | FR       | NOR      | SUI      | HOL      | NZ       | AUT      | SUE      | ALE      | FIN      | POR      | EUA           | RU            |
| ---- | --- | -------- | -------- | -------- | -------- | -------- | -------- | -------- | -------- | -------- | -------- | -------- | -------- | -------- | ------------- | ------------- |
| 1999 | Slipknot - Lançado: 29 de junho de 1999 - Produtor: Ross Robinson - Editora: Roadrunner Records                    | 51       | 37       | —        | —        | —        | —        | 42       | 49       | —        | 53       | —        | 30       | —        | 2× Platina    | Ouro          |
| 2001 | Iowa - Lançado: 28 de agosto de 2001 - Produtor: Ross Robinson - Editora: Roadrunner Records                       | 3        | 1        | 2        | 7        | 12       | 13       | 15       | 5        | 8        | 10       | 4        | 3        | —        | Platina       | Ouro          |
| 2004 | Vol. 3: (The Subliminal Verses) - Lançado: 25 de maio de 2004 - Produtor: Rick Rubin - Editora: Roadrunner Records | 2        | 5        | 2        | 6        | 15       | 8        | 14       | 3        | 5        | 2        | 2        | 2        | 13       | Platina       | Ouro          |
| 2008 | All Hope Is Gone - Lançado: 26 de agosto de 2008 - Produtor: Dave Fortman - Editora: Roadrunner Records            | 1        | 1        | 1        | 2        | 1        | 2        | 2        | 6        | 1        | 1        | 2        | 2        | 2        | Platina       | Ouro          |
| 2014 | .5: The Gray Chapter - Lançado: 21 de outubro de 2014 - Produtor: Greg Fidelman - Editora: Roadrunner Records      | 1        | 2        | 1        | 8        | 4        | 1        | 13       | 2        | 2        | 3        | 2        | 4        | 9        | Ouro          | Ouro          |
| 2019 | We Are Not Your Kind - Lançado: 9 de agosto de 2019 - Produtor: Greg Fidelman - Editora: Roadrunner Records        | 1        | 1        | —        | —        | —        | —        | —        | —        | —        | —        | —        | —        | —        | —             | Prata         |

"—" não entrou nas tabelas.

### Álbuns ao vivo
| Ano  | Detalhes | Posições | Posições | Posições | Posições | Posições | Posições | Posições | Posições | Posições | Posições | Posições | Posições | Certificações |
| Ano  | Detalhes | EUA      | RU       | AUS      | FR       | NOR      | SUI      | HOL      | NZ       | AUT      | SUE      | ALE      | FIN      | Certificações |
| ---- | --- | -------- | -------- | -------- | -------- | -------- | -------- | -------- | -------- | -------- | -------- | -------- | -------- | ------------- |
| 2005 | 9.0: Live - Lançado: 1 de novembro de 2005 - Produtor: Joey Jordison - Editora: Roadrunner Records - Formato: CD | 17       | —        | 26       | 41       | —        | 43       | 71       | —        | 18       | 40       | 24       | —        | Ouro          |
| 2017 | Day of the Gusano: Live in Mexico - Lançado: 20 de outubro de 2017 - Formato: CD                                 | —        | —        | —        | —        | —        | —        | —        | —        | —        | —        | —        | —        |               |

"—" não entrou nas tabelas.

### Compilações
| 2012 | Antennas to Hell - Lançado: 24 de julho de 2012 - Produtor: Slipknot, Ross Robinson, Sean Anderson, Rick Rubin, Joey Jordison, Dave Fortman, Chris Vrenna - Editora: Roadrunner Records - Formato: CD | 18 | 22 | 16 | 86 | 23 | 79 | 10 | 13 | 10 |

### Miscelâneo
| Ano  | Detalhes |
| ---- | --- |
| 1996 | Mate. Feed. Kill. Repeat. - Lançado: 31 de outubro de 1996 - Produtor: Sean McMahon - Editora: -ismist Recordings - Formato: CD |
| 1998 | Slipknot Demo - Lançado: 1998 - Formato: CD                                                                                     |

### Álbuns de estúdio cancelados
| Ano  | Detalhes                                                            |
| ---- | ------------------------------------------------------------------- |
| 1997 | Crowz - Produtor: Sean MacMahon - Editora: Indefinida - Formato: CD |

## Singles
| Ano  | Single                              | Posições  | Posições  | Posições | Posições | Álbum                                  |
| Ano  | Single                              | U.S. Main | U.S. 'Alt | RU       | FR       | Álbum                                  |
| ---- | ----------------------------------- | --------- | --------- | -------- | -------- | -------------------------------------- |
| 1999 | "Wait and Bleed"                    | 34        | —         | 27       | —        | Slipknot (1999)                        |
| 2000 | "Spit It Out"                       | —         | —         | 28       | —        | Slipknot (1999)                        |
| 2001 | "Left Behind"                       | 30        | —         | 24       | —        | Iowa (2001)                            |
| 2002 | "My Plague"                         | —         | —         | —        | —        | Iowa (2001)                            |
| 2004 | "Duality"                           | 5         | 6         | 15       | 74       | Vol. 3: (The Subliminal Verses) (2004) |
| 2004 | "Vermilion"                         | 14        | 17        | 31       | —        | Vol. 3: (The Subliminal Verses) (2004) |
| 2005 | "Before I Forget"                   | 11        | 32        | 35       | —        | Vol. 3: (The Subliminal Verses) (2004) |
| 2005 | "The Nameless"                      | 25        | —         | —        | —        | 9.0: Live (2005)                       |
| 2006 | "The Blister Exists" - Promo apenas | —         | —         | —        | —        | Vol. 3: (The Subliminal Verses) (2004) |
| 2008 | "All Hope Is Gone"                  | —         | —         | 42       | —        | All Hope Is Gone (2008)                |
| 2008 | "Psychosocial"                      | 7         | 20        | —        | —        | All Hope Is Gone (2008)                |
| 2008 | "Dead Memories"                     | 3         | 19        | —        | —        | All Hope Is Gone (2008)                |
| 2009 | "Sulfur"                            | 18        | —         | —        | —        | All Hope Is Gone (2008)                |
| 2009 | "Snuff"                             | 2         | 12        | —        | —        | All Hope Is Gone (2008)                |
| 2014 | "The Negative One"                  | 33        | —         | 71       | —        | .5: The Gray Chapter (2014)            |
| 2014 | "The Devil in I"                    | 2         | —         | 135      | —        | .5: The Gray Chapter (2014)            |
| 2015 | "Custer"                            | 28        | —         | —        | —        | .5: The Gray Chapter (2014)            |
| 2015 | "Killpop"                           | 10        | —         | —        | —        | .5: The Gray Chapter (2014)            |
| 2015 | "XIX" - Promo apenas                | —         | —         | —        | —        | .5: The Gray Chapter (2014)            |
| 2016 | "Goodbye"                           | 22        | —         | —        | —        | .5: The Gray Chapter (2014)            |
| 2018 | "All Out Life"[I]                   | 17        | —         | 99       | —        | Single sem álbum                       |
| 2019 | Unsainted                           | 10        | —         | 68       | —        | We Are Not Your Kind (2019)            |
| 2019 | "Solway Firth"                      | —         | —         | —        | —        | We Are Not Your Kind (2019)            |
| 2019 | "Birth of the Cruel"                | —         | —         | —        | —        | We Are Not Your Kind (2019)            |
| 2019 | "Nero Forte"                        | 18        | —         | 84       | —        | We Are Not Your Kind (2019)            |
| 2023 | "Adderall"                          | —         | —         | —        | —        | The End, So Far (2022)                 |
| 2023 | "Bone Church"                       | —         | —         | —        | —        | .5: The Gray Chapter (2014)            |

- I ↑  "All Out Life" foi posteriormente incluída como faixa bônus na edição japonesa do álbum We Are Not Your Kind.

## Videos e DVDs
| Ano       | Detalhes | Posições | Posições | Certificações |
| Ano       | Detalhes | EUA      | FIN      | Certificações |
| --------- | --- | -------- | -------- | ------------- |
| 1999/2003 | Welcome to Our Neighborhood - Lançado: 4 de dezembro de 1999 (VHS), 18 de novembro de 2003 (DVD) - Realizador: Fred Salkind - Editora: Roadrunner Records - Formato: VHS, DVD | 1        | —        | Platina       |
| 2002      | Disasterpieces - Lançado: 25 de novembro de 2002 - Realizador: Matthew Amos - Editora: Roadrunner Records - Formato: DVD                                                      | 3        | 1        | 4× Platina    |
| 2006      | Voliminal: Inside the Nine - Lançado: 5 de dezembro de 2006 - Realizador: Shawn Crahan - Editora: Roadrunner Records - Formato: DVD                                           | 5        | —        | Platina       |
| 2010      | (sic)nesses - Lançado: 28 de setembro de 2010 - Realizador: Shawn Crahan - Editora: Roadrunner Records - Formato: DVD                                                         | 1        | 1        | Platina       |
| 2017      | Day of the Gusano: Live in Mexico - Lançado: 20 de outubro de 2017 - Formato: DVD                                                                                             | —        | —        | —             |

"—" não entrou nas tabelas.

## Vídeos musicais
| Ano  | Título                         | Realizador(es)                  |
| ---- | ------------------------------ | ------------------------------- |
| 1999 | "Surfacing" (ao vivo)          | Thomas Mignone                  |
| 1999 | "Wait and Bleed" (ao vivo)     | Thomas Mignone                  |
| 1999 | "Spit It Out"                  | Thomas Mignone                  |
| 2000 | "Wait and Bleed" (animação)    | Marc Smerling                   |
| 2001 | Left Behind                    | Dave Meyers                     |
| 2002 | "My Plague" (New Abuse mix)    | Matthew Amos e Simon Hilton     |
| 2002 | "People = Shit" (ao vivo)      | Matthew Amos                    |
| 2002 | "The Heretic Anthem" (ao vivo) | Matthew Amos                    |
| 2004 | "Duality"                      | Tony Petrossian e Marc Klasfeld |
| 2004 | "Vermilion"                    | Tony Petrossian e Shawn Crahan  |
| 2004 | "Vermilion pt. 2"              | Mark Klasfeld                   |
| 2005 | "Before I Forget"              | Tony Petrossian e Shawn Crahan  |
| 2005 | "The Nameless" (ao vivo)       | Shawn Crahan                    |
| 2006 | "The Blister Exists" (ao vivo) | Shawn Crahan                    |
| 2008 | "Psychosocial"                 | P. R. Brown                     |
| 2008 | "Dead Memories"                | P. R. Brown, Shawn Crahan       |
| 2009 | "Sulfur"                       | P. R. Brown, Shawn Crahan       |
| 2009 | "Snuff"                        | P. R. Brown, Shawn Crahan       |
| 2014 | "The Negative One"             | Shawn Crahan                    |
| 2014 | "The Devil in I"               | Shawn Crahan                    |
| 2015 | "Killpop"                      | Shawn Crahan                    |
| 2015 | "XIX"                          | Shawn Crahan                    |
| 2017 | "The Shape" (ao vivo)          | Shawn Crahan                    |
| 2018 | "All Out Life"                 | Shawn Crahan                    |
| 2019 | "Unsainted"                    | Shawn Crahan                    |
| 2019 | "Solway Firth"                 | Shawn Crahan                    |
| 2019 | "Nero Forte"                   | Shawn Crahan                    |

## Miscelâneo

### Bandas sonoras
| Ano  | Canção                             | Banda sonora              |
| ---- | ---------------------------------- | ------------------------- |
| 2000 | "Wait and Bleed" (Terry Date Mix)  | Scream 3                  |
| 2002 | "My Plague" (New Abuse Mix)        | Resident Evil             |
| 2003 | "Snap"                             | Freddy vs. Jason          |
| 2004 | "Vermilion"                        | Resident Evil: Apocalypse |
| 2006 | "Vermilion Pt. 2" (Bloodstone Mix) | Underworld: Evolution     |

### Aparências nosmedia
| Ano                                  | Canção                               | Aparência                            |
| Filmes, documentários e séries de TV | Filmes, documentários e séries de TV | Filmes, documentários e séries de TV |
| ------------------------------------ | ------------------------------------ | ------------------------------------ |
| 2000                                 | "Eyeless"                            | The Sopranos                         |
| 2002                                 | "My Plague"                          | Resident Evil (filme)                |
| 2002                                 | "I Am Hated"                         | Rollerball                           |
| 2005                                 | "(sic)"                              | Metal: A Headbanger's Journey        |
| Videojogos                           |                                      |                                      |
| 2002                                 | "I Am Hated"                         | Amplitude                            |
| 2004                                 | "Wait And Bleed"                     | MTX Mototrax                         |
| 2004                                 | "Don't Get Close"                    | MTX Mototrax                         |
| 2004                                 | "The Heretic Anthem" (instrumental)  | MTX Mototrax                         |
| 2004                                 | "Pulse of the Maggots"               | Final Fight: Streetwise              |
| 2004                                 | "Don't Get Close"                    | ATV Offroad Fury 3                   |
| 2004                                 | "Duality"                            | ATV Offroad Fury 3                   |
| 2007                                 | "Before I Forget"                    | MotorStorm                           |
| 2007                                 | "Before I Forget"                    | Guitar Hero III: Legends of Rock     |
| 2008                                 | "Sulfur"                             | MotorStorm: Pacific Rift             |